# جورج بيثيون
جورج بيثيون (بالإنجليزية: George Bethune) هو لاعب كرة قدم أمريكية أمريكي، ولد في 30 مارس 1967 في فورت والتون بيتش في الولايات المتحدة.

## وصلات خارجية
- جورج بيثيون على موقع مرجع كرة القدم المحترفة.كوم (الإنجليزية)